# Discípulos de Plotino

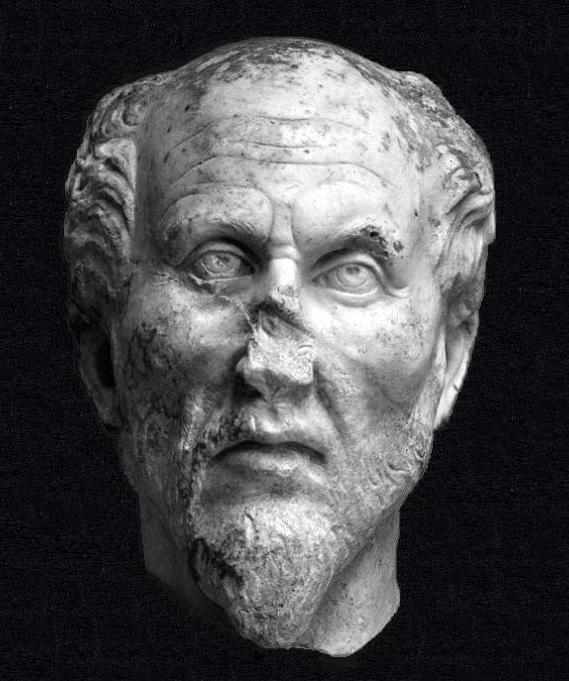
Plotino é um dos principais nomes do neoplatonismo e teve ao menos uma dezena de filósofos que o tiveram como mentor.

Dentre os discípulos de Plotino, filósofo que viveu entre os anos de 270 e 205 e que é considerado um dos pais do pensamento neoplatônico, estavam Porfírio, Amélio, Castrício Firmo, Eustóquio de Alexandria, Paulino, Zótico, Zeto, Serápio, Marcelo Oronte e Sabinilo e Rogaciano.

## Discípulos conhecidos

### Porfírio
Porfírio é o mais distinto discípulo de Plotino, seu editor e amigo próximo, nascido em Tiro em 233 d.C,o mesmo ano em que Plotino entrou na escola de Alexandria sob Amônio Sacas, morreu em Roma em 305 d.C.

### Amélio
Um dos discípulos mais devotos de Plotino, Amélio já havia estudado em Atenas, e era um grande admirador de Numênio de Apameia. 

### Castrício Firmo
Logo após a morte de Plotino, Porfírio instigou Castrício Firmo, um romano de família rica, a aderir à sua renovação intelectual.

### Eustóquio de Alexandria
Eustóquio de Alexandria era um médico da Alexandria. Plotino o conheceu perto do fim de sua vida permanecendo sob seus cuidados até sua morte. Eustóquio dedicou-se inteiramente aos ensinamentos de Plotino e atingiu o estado de um verdadeiro filósofo.
Entre os mais próximos amigos pessoais estava Eustóquio de Alexandria, também um médico, que veio a conhecer Plotino no final de sua vida e o assistiu até sua morte: Eustóquio consagrou-se exclusivamente no sistema de Plotino e tornou-se um verdadeiro filósofo.— Porfírio, Vida de Plotino, 2, 7

### Marcelo Oronte e Sabinilo
Marcelo Oronte diligentemente se dedicou à filosofia e teve avanços rápidos assim como Sabinilo, cônsul juntamente com Galiano em 266.

### Paulino
Paulino de Citópolis, a quem Amélio chamava de Mikkalos era um dos médicos e discípulos juntamente com Eustóquio de Alexandria.

### Rogaciano
Rogaciano era um membro do senado romano que renunciou à sua posição, sua casa e aos seus servos; comia apenas uma vez a cada dois dias e, assim, curou-se de um caso agudo de gota.
Outro senador, Rogaciano, avançou tal desprendimento de ambições políticas que desistiu de todos os seus bens, rejeitou todos os seus escravos, renunciou toda sua dignidade, e, a ponto de assumir como pretor, os lictores já a sua porta, se recusou a cair ou ter alguma coisa a ver com o ofício. Ele abandonou sua própria casa,passando seu tempo aqui e ali em na casa de seus amigos e conhecidos, dormindo e comendo com eles e tendo apenas uma refeição a cada dois dias. Ele era vítima de gota e era carregado em uma cadeira, mas este novo regime de abstinência e abnegação restaurou sua saúde: ele era incapaz de estender as mãos mas chegou a usá-las livremente como os homens que vivem pelo trabalho manual. Plotino cultivou um grande apreço por Rogaciano e frequentemente o elogiava, tendo-o como um modelo para os que visam a vida filosófica.— Porfírio, Vida de Plotino, 7

### Serápio
Serápio era inicialmente um retórico e somente mais tarde se aplicou à filosofia.:143

### Zeto
Zeto foi um dos discípulos de Plotino, nativo da Arábia, se casou com a filha de Teodósio, amigo de Amônio. Ele era médico e muito amado por Plotino que procurou levá-lo a retirar-se dos assuntos públicos para os quais tinha uma aptidão considerável. Plotino lhe era muito íntimo e chegou a se mudar para o estado de Zeto que distava seis milhas de Minturno.:143

### Zótico
Zótico era um crítico e poeta que tinha revisto as obras de Antímaco e reescreveu Crítias' de Platão em forma de versos; Zótico perdeu a visão e morreu pouco antes de Plotino.:90